# 蒙特克里斯蒂國家公園
19°46′37″N 71°42′08″W / 19.777042°N 71.702271°W

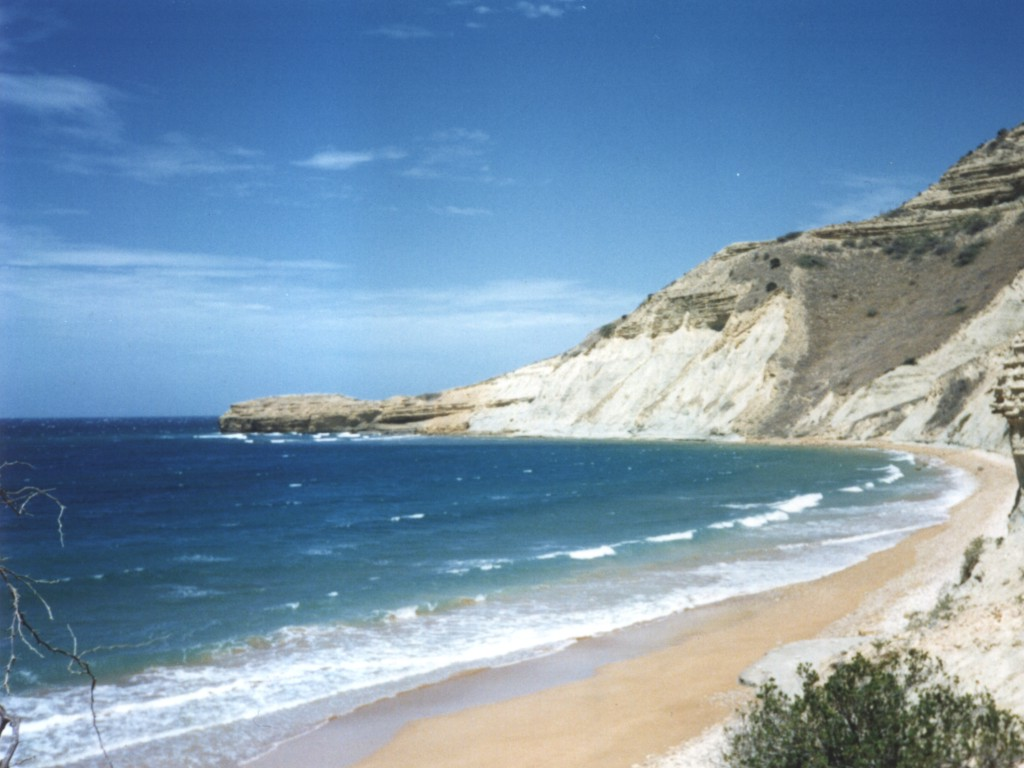

蒙特克里斯蒂國家公園是多明尼加共和國的國家公園，位於伊斯帕尼奧拉島，面積550平方公里，始建於1983年，該地區覆蓋沿海潟湖、海灘、紅樹林和石灰岩高原等不同地貌。